# Prince of Persia 3D
A Prince of Persia 3D egy platformjáték, fejlesztést az előző részektől eltérően a  a Red Orb Entertainment végezte, a kiadói teendőket pedig a The Learning Company látta el. A játék 1999 októberében jelent meg Európában, Észak-Amerikában egy kicsivel korábban, 1999. szeptember 25-én, míg a Dreamcast változat pedig 2000. december 5-én.
A Dreamcast verzió Prince of Persia: Arabian Nights címmel került a piacra, az Avalanche Software fejlesztette és a Mattel Interactive adta ki, aki korábban felvásárolta a PC-s verzióért felelős Red Orb Entertainment és The Learning Company cégeket. A különbség közöttük, hogy az irányítási problémák és egyéb programhibák (bug) közül sokat javítottak, így a játékélmény is javult, azonban a kamerakezelésen, amit elég sok kritika ért korábban, nem változtattak. Észak-Amerikán kívül ez a változat máshol nem került a boltokba.

## Történet
A történet kezdetén a Herceg és Perzsia szultánja meglátogatja Assant, a szultán öccsét. Amikor megérkeznek és fogadást tartanak a tiszteletükre, egy hastáncosnő megöli a testőreiket, Assan elfogatja fivérét, a Herceget pedig börtönbe veti, de a főhősnek sikerül megszöknie.
Kiderül, hogy a szultán sok-sok évvel ezelőtt ígéretet tett testvérének, hogy a lánya Rugnorhoz, Assan torz fiához (félig ember, félig tigris) megy majd feleségül, nem pedig a Herceghez. Amikor a szultánhoz ér és megtudja, nem hajlandó elfogadni a tényt, hogy szeretett felesége másé legyen, Assan megpróbálja megölni, feléje dobja tőrét, de a szultán a Herceg elé ugrik és megvédi, ezután a Herceg Rugnort veszi üldözőbe, aki fogságban tartja a hercegnőt. Látja, amint ellenfele egy hatalmas léghajóra viszi kedvesét, de még éppen fel tud rá jutni. Rugnor úgy dönt, mivel a hercegnő nem hódol be neki (Amikor közeledni próbál hozzá, elveszi tőle a kardját és megvágja vele), megszabadul tőle és egy óriási gépezethez kötözi. Egy utolsó lehetőséget ad a hercegnő számára, hogy megmeneküljön, azonban ő arcon köpi.
Ezután két befejezés is következhet: Az egyikben a Herceg még időben legyőzi Rugnort (belezuhan abba gépezetbe, amivel a hercegnőt akarta összezúzni) és kiszabadítja szerelmét, akivel egy lamasszu (szárnyas teremtmény) hátán elrepül, de nem Perzsia felé, hanem pont az ellenkező irányba.
Ha viszont a játékos kifut az időből (nagyjából két perc áll a rendelkezésére, hogy végezzen Rugnorral), akkor a hercegnőt összenyomja a gépezet, a Herceg eldobja a kardját és térdre rogy, Rugnor pedig megöli.

## Fejlesztés
A játékot a korábbi anyacégtől, a Broderbundból kiváló csapat, a Red Orb Entertainment készítette. Pénzügyi nehézségek miatt kényszerültek arra, hogy a játék a tervezetnél korábban megjelenjen, így a tesztelési fázist elhagyták, ezért több hiba is bennmaradt a boltokba kerülő programban. Ráadásul a játékot először a Mattel, majd a The Learning Company cégnek is eladták.

## Fogadtatás
| Összegzőoldal | Értékelés |
| ------------- | --------- |
| GameRankings  | 64%       |

| Szerző   | Értékelés |
| -------- | --------- |
| GameSpot | 6/10      |
| IGN      | 8,2/10    |
| sg.hu    | 2/5       |

A játék vegyes kritikákat kapott, a GameRankings átlagában 64,2%-ot ért el, 22 értékelést alapul véve. Az IGN 8,2 pontot adott rá, kiemelve a szép grafikát és a folyamatos animációkat, illetve az akrobatikus részeket. A Gamespot szerint a karakterek kidolgozása, a nehézkes irányítás és a rossz kameraállások voltak a főbb negatívumok, amit egy kicsit ellensúlyoztak az akció részek.
Az sg.hu tesztje szerint a játék a három és fél éven át tartó fejlesztés ellenére is teli van hibával és nem váltja be az általa támasztott elvárásokat. Pozitívumként értékelték, hogy maga a játék viszonylag változatos, illetve a harcrendszert is érték újítások, mint például a nyilazás lehetősége. Kritika főleg azért érte, mert a lassabb, kalandjátékos részeket nem sikerült az alapvetően akciódús játékmenettel összhangba hozni, valamint hiányzik a történet mélysége, ami így érdektelenségbe fullad, ezt pedig a főhős interaktivitásának hiánya is tetézi. Ugyan kellően hosszú a végigjátszása, de a játék újrajátszhatósági értéke alacsony. Negatívumként értékelik továbbá, hogy a játék kezelése, illetve annak beállítása nehézkes, emellett nehéz harci módba és vissza váltani. Dicsérték a játék grafikáját, ami főleg a karakterek kidolgozásánál és az intro, illetve outro videóknál észrevehető, a többi átvezető jelenet viszont már kevésbé színvonalas. A remek háttérzene és beszédhangok ugyan javítanak az összképen, de a számos kisebb-nagyobb hiányosság – mint amilyen az alapvetően kontrollerre tervezet irányítás és az egér támogatás hiánya, a rossz kamerakezelés és a térkép hiánya – nagyban hozzájárult ahhoz, hogy a Prince of Persia 3D végül csak két csillagot kapott az ötből.
Az 576 Konzol értékelése viszont pozitív képet adott a játék Dreamcast változatáról. Kiemelték, hogy nem hasonlít a korábbi Prince of Persia játékokra, leszámítva, hogy a környezete hasonló. A 2D-s megjelenítést 3D-s váltotta fel és sok logikai feladvány található a játékban, ami gondolkodtató játékmenetet eredményezett. A sok kihívás viszont egy átlag játékos számára kissé nehézzé teheti a játékot. A bevezető jelenet meglehetősen darabos, a grafika viszont összességében szép, legfeljebb a szereplők szögletes kidolgozásában lehet hibát találni. A könnyen tanulható, jól sikerült irányítás és az arab zenékkel megteremtett remek hangulat, valamint a játékmenet kihívásainak hála 9 pontot adtak a játékra, a más tesztekben többször kritizált kamerakezelést és programhibákat sem említik.

## Külső hivatkozások
- Prince of persia[halott link] – online böngészőben játszható flash játék
- Prince of Persia 3D a MobyGames adatbázisában